# 調和関数

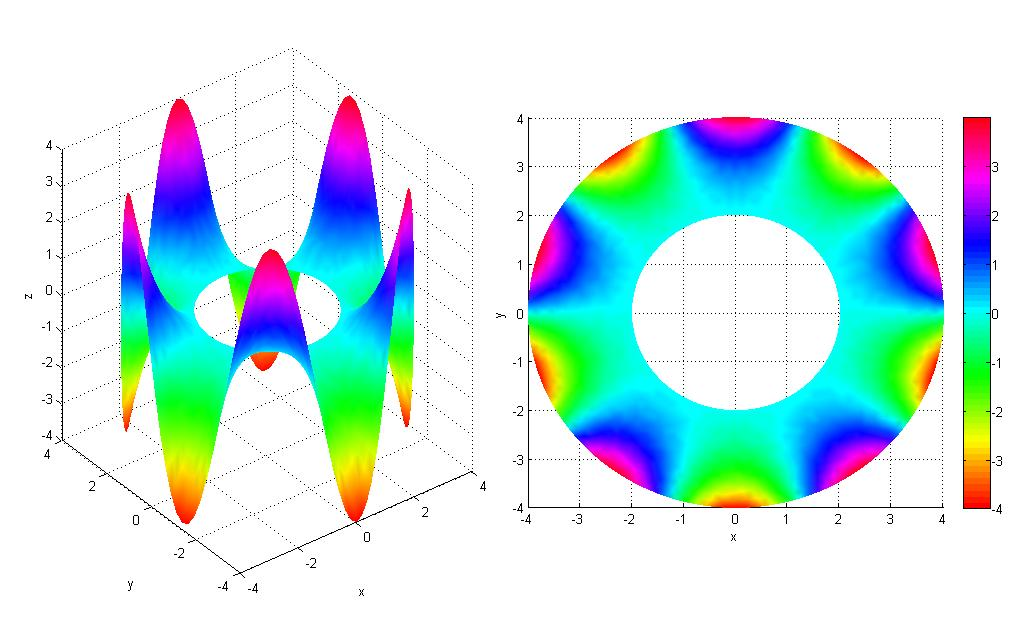
環帯上で定義された調和関数

数学における調和関数（ちょうわかんすう、英: harmonic function）は、ラプラス方程式を満足する二回連続的微分可能な関数のことをいう。
調和関数に関する重要な問題はディリクレ問題である。ディリクレ問題の解決方法にはいくつかあるが、その中でも重要な一般的方法はディリクレの原理である。
20世紀には、ウィリアム・ホッジ、ジョルジュ・ド・ラーム、小平邦彦らが調和積分論の発展の中心的な役割を果たした。

## 導入
物理学において生じる調和函数は、その特異点と（ディリクレ境界条件やノイマン境界条件などの）境界条件によって決定される。さらに、境界のない領域上では任意の整函数の実部または虚部が同じ特異点を持つ調和函数を与えるから、この場合調和函数をその特異点のみで決定することはできないが、物理学的な要請として解は無限遠において消えるものと仮定すれば、やはり一意的な解を得ることができる（この一意性はリウヴィルの定理による）。
このような調和函数の特異点は、電気力学の言葉で言えば「電荷」や「電荷密度」として解釈することができて、対応する調和函数はこの電荷分布に従う電位に比例するものと理解することができる。またそのような函数は定数倍したり、回転したり、定数を加えたりしても調和函数を与える。調和函数の反転もまた調和函数だが、特異点はもとの函数の（球面に関する）「鏡像」に写る。二つの調和函数の和も調和函数である。

## 定義といくつかの事実
関数 f: Cn (resp. Rn) → C (resp. R) がラプラス作用素
{\displaystyle \Delta ={\frac {\partial ^{2}}{\partial x_{1}^{2}}}+{\frac {\partial ^{2}}{\partial x_{2}^{2}}}+\cdots +{\frac {\partial ^{2}}{\partial x_{n}^{2}}}}
に対し、Δf = 0 を満たすとき、関数 f は調和 (harmonic) である、あるいは f は調和関数であるという。
- 与えられた領域 U 上の調和函数全体の成す集合はラプラス作用素 Δ の核であり、従って実ベクトル空間となる。すなわち、調和函数の和・差・スカラー倍はまた調和函数になる。
- 領域 U 上の調和函数 f に対し、f の任意の偏導函数はまた U 上の調和函数である。ラプラス作用素 Δ と偏微分作用素 ∂ は調和函数のクラスの上では可換になる。
- 幾つかの意味において、調和函数は正則函数の実解析における対応物と考えることができる。任意の調和函数は実解析的である（つまり局所的に冪級数によって表される）。これは楕円型作用素（ラプラス作用素はその例としてよく知られている）に関する一般的な事実である。
- 調和函数の一様極限函数はまた調和函数である。これは中間値性質をもつ任意の連続函数が調和であることから分かる。(−∞, 0) × R 上の函数列を fn(x,y) = exp(nx)cos(ny)/n と定めればこれは一様に零函数に収束するが、注意すべきはこれらの偏導函数の成す列は（零函数の導函数としての）零函数には一様収束しないことである。つまり、極限が調和であるというためには連続性と中間値性質の両方を満足することが重要であることを示している。

## 性質
以下では i を虚数単位として用いる。

### 複素関数と2次元調和関数
複素数 z = x + iy (x, y ∈ R) を変数とする複素 1 変数複素関数 f (z) について、これを実 2 変数の関数として書き直すことができる。実 2 変数複素関数 w(x, y) = f(z) を、実部と虚部に分解すると
w(x, y) = u(x, y)  + iv(x, y)  (u, v ∈ R),
実部と虚部に対応する実 2 変数の実関数として u(x, y) と v(x, y) が得られる。このとき、w が複素微分可能であれば u(x, y), v(x, y) は実 2 変数の調和関数となる。
コーシー・リーマンの関係式より、2 つの関数 u(x, y), v(x, y) は
{\displaystyle {\begin{cases}{\dfrac {\partial u}{\partial x}}(x,y)={\dfrac {\partial v}{\partial y}}(x,y)\\{\dfrac {\partial u}{\partial y}}(x,y)=-{\dfrac {\partial v}{\partial x}}(x,y)\end{cases}}}
を満たすが、これをベクトル解析の言葉で書き直せば grad u(x, y) = (∂y, −∂x)Tv(x, y) となり、この湧き出し div grad u(x, y) = Δ u(x, y) はゼロなので、関数 u(x, y) は 2 次元のラプラス方程式を満たす調和関数であることが分かる。同様の方法でまた v(x, y) も調和関数であることが導かれる。すなわち、正則な複素関数の実部と虚部は実調和関数となる。
逆に、2 つの実調和関数がコーシー・リーマンの関係式を満たすとき、それらは共役であるといい、共役な実調和関数の対u(x, y), v(x, y) が与えられると、z = x + iy を変数とする正則関数f(z) = u(x, y)  + iv(x, y)  が得られる。単連結領域上の実調和関数は共役調和関数を持つ（すなわち正則関数の実部あるいは虚部である）。

### 平均値の性質
φ(x) を Rn 内の領域 U で定義された調和関数とする。このとき、ある点 x ∈ U における値 φ(x) は、点 x を中心として U に含まれる任意の半径 r を持つ (n − 1)-次元球面 ∂B(x,r) 上での φ の平均値に等しい。すなわち、
{\displaystyle \phi (x)={\frac {1}{\omega (n)r^{n-1}}}\int _{\partial B(x,r)}\!\!\phi (y)dS(y)}
が成り立つ。但し、ω(n)は
{\displaystyle \omega (n)={\frac {n\pi ^{n/2}}{\Gamma ({\frac {n}{2}}+1)}}}
で与えられる n − 1 次元単位球面の面積である。これは調和関数の平均値の性質 (mean value property)、あるいはガウスの平均値定理 (Gauss' mean value theorem)、または単に調和関数に関する平均値定理 (mean value theorem for harmonic functions) と呼ばれる。この結果から調和関数 φ(x)は点 x を中心として U に含まれる任意の半径 r を持つ n-次元球体 B(x,r) での平均にも一致する。すなわち、
{\displaystyle \phi (x)={\frac {1}{\alpha (n)r^{n}}}\int _{B(x,r)}\!\!\phi (y)dy}
が成り立つ。但し、α(n)は
{\displaystyle \alpha (n)={\frac {\pi ^{n/2}}{\Gamma ({\frac {n}{2}}+1)}}}
で与えられる n-次元単位球の体積である。
逆にφ ∈ C2(U)は、φ(x)がU内の任意の球面∂ B(x,r)上の平均と一致するならば、φは調和関数となる。

### ディリクレ問題とランダムウォーカー
平均値の性質から、点 x における調和関数の値 φ(x) は、点 x から出発したランダムウォーカーが領域 U の境界 ∂U に到達したとき、到達した点での調和関数の境界φ(y ∈ ∂U) の期待値に対応していることが分かる。逆に、任意のディリクレ境界条件に対して、任意の点 x の調和関数の値 φ(x) を見積もるには、x を出発して到達した点での境界値の算術平均をとればよい。

### 最大値原理
調和関数の平均値の性質は、最大値（最小値）に強い制約を課すため、調和関数は領域の境界で最大値（最小値）をとる。正確には、U を Rn の有界な開集合とし、φ が U 上の調和関数で、φ を境界に連続に拡張できるならば、
{\displaystyle \max _{\overline {U}}\phi =\max _{\partial U}\phi }
が成り立つ。この性質を調和関数の最大値原理と呼ぶ。U が連結開集合である場合に、{\displaystyle \max _{U}\phi }
が存在すれば、φは定数関数となる。この性質を調和関数の強最大値原理と呼ぶ。
最大値原理の直接的な応用としては、ポアソン方程式の境界値問題における解の一意性の証明がある。Rn の有界な開集合U とその境界 ∂U において、f ∈ C(U)とg ∈ C(∂U)を与え、ポアソン方程式の境界値問題を考える。この境界値問題の二つの解に対し、差を取ったものは調和関数であり、最大値原理より、その最大値、最小値はゼロとなる。すなわち、二つの解は一致する。

### 正則性
調和関数は2階連続微分可能性のみを仮定しているに関わらず、無限回微分可能である。これは調和関数に球対称な軟化子を作用させたものが、平均値の性質から調和関数自身に一致することから示される。この性質は、より一般的な条件の下でワイルの補題として知られる。さらに、調和関数は解析的である。

### リウヴィルの定理
全Rn 上で定義された有界な調和関数は定数関数となる。この定理は、全複素平面で正則な複素関数（整関数）が有界ならば定数関数であるという、関数論におけるリウヴィルの定理の類似を与えている。

## 一般化

### 弱調和函数
函数（あるいはより一般にシュヴァルツ超函数）がラプラス方程式 Δf = 0 の弱解（シュヴァルツ超函数の意味での解）となるとき弱調和であるという。
弱調和函数は殆ど至る所真の調和函数に一致し、特に滑らかである。弱調和超函数とは、真の調和函数に同伴するシュヴァルツ超函数のことであり、従ってこれもまた滑らかである。これラプラス方程式に関するワイルの補題という。
このほかにもラプラス方程式の弱バージョンで有用なものがたくさんある。そういったものの一つはディリクレの原理で、これはソボレフ空間 H1(Ω) に属する調和函数をディリクレエネルギー積分
{\displaystyle J(u):=\int _{\Omega }|\nabla u|^{2}\,dx}
を局所変分に関して最小化するものとして表現する。すなわち、調和函数 u ∈ H1(Ω) は、任意の v ∈ C∞
c(Ω) に対して（あるいは同じことだが v ∈ H1
0(Ω) に対して J(u) ≤ J(u + v) を満たす。

### 多様体上の調和函数
任意のリーマン多様体上の調和函数は、ラプラス・ベルトラミ作用素 Δ を用いて定義することができる。すなわち、この文脈における函数が調和であるとはラプラス・ベルトラミ作用素に関する方程式 Δf = 0 を満足することを言う。
既に述べたユークリッド空間内の領域上定義された調和函数が持つ多くの性質は、このより一般の状況に於いても満足され、例えば （測地的球体上の）平均値の定理、最大値原理、ハルナックの不等式などが成立する。平均値の定理を除けば、これらは二階の線型楕円型偏微分方程式一般に対する対応する結果の簡単な帰結である。

### 劣調和函数
ラプラス方程式の代わりに、Δf ≥ 0 を満足する C2-級函数は劣調和であると言う。この条件のもとでも最大値原理は保証されるが、調和函数が持つ他の性質は満たされるとは限らない。より一般に、劣調和函数となるための必要十分条件は、定義域内の任意の球体の内部においてその函数のグラフがその球体の境界値を補間する調和函数のグラフの下にあることである。

### 調和形式
調和函数に関する研究を一般化するものの一つとして、リーマン多様体上の調和形式及びそれに関連したコホモロジー論がある（同様にベクトル値調和函数や二つのリーマン多様体間の調和写像なども定義できる）。例えば、リーマン多様体内の曲線（つまり、実数直線 R 内の区間からリーマン多様体への写像）が調和となるための必要十分条件はそれが測地的であることである。
滑らかな計量を持つ向き付け可能なコンパクト多様体 M 上の微分作用素の成すド・ラム複体
{\displaystyle 0\to \Omega ^{0}(M){\stackrel {d_{0}}{{}\to {}}}\Omega ^{1}(M){\stackrel {d_{1}}{{}\to {}}}\dotsb {\stackrel {d_{n-1}}{{}\longrightarrow {}}}\Omega ^{n}(M){\stackrel {d_{n}}{{}\to {}}}0}
（ここで Ωk は次数 k の滑らかな微分形式の層、dk は Ωk(M) 上の外微分である）に対して、ベクトル空間の系列
{\displaystyle H^{k}(M)=\ker d_{k}/\operatorname {im} d_{k-1}}
はド・ラムコホモロジーと呼ばれる。M の計量が誘導する内積に関して、外微分 d に対する形式的な随伴作用素として余微分 δ を定義することができる。
このとき、微分形式上のラプラス作用素が Δ = dδ + δd で定義され、調和形式の空間
{\displaystyle {\mathcal {H}}_{\Delta }^{k}(M)=\{\alpha \in \Omega ^{k}(M)\mid \Delta \alpha =0\}}
が定義される。{\displaystyle d{\mathcal {H}}_{\Delta }^{k}(M)=0} であるから自然な写像
{\displaystyle \varphi \colon {\mathcal {H}}_{\Delta }^{k}(M)\to H^{k}(M)}
が存在するが、ホッジの定理の第一部はこの φ がベクトル空間の同型となることを述べる。すなわち、M 上の各ド・ラムコホモロジー類に対し、その代表元として調和形式が一意的に取れる。
同様のことは、コンパクト多様体上の楕円型複体に対して述べられる。すなわち、楕円型複体のコホモロジーは調和切断の空間と自然に同型であり、各コホモロジー類は調和な代表元を一意に持つ。

### 多様体間の調和写像
ふたつのリーマン多様体 M, N に対し、調和写像 u: M → N は、一般化ディリクレエネルギー汎函数
{\displaystyle D[u]={\frac {1}{2}}\int _{M}\|du\|^{2}\,dV}
の臨界点として定義される。ここで du: TM → TN は u の微分であり、ノルムは M および N の距離から誘導されるテンソル積束 T*M ⊗ u−1 TN 上のノルムである。
上述のように、これに特別の場合として調和函数が含まれることはディリクレの原理に他ならない。
多様体間の調和写像の特別の場合として重要なものに極小曲面がある。これは曲面の三次元ユークリッド空間への調和はめ込み (harmonic immersion) に一致する（より一般に、極小部分多様体は多様体から別の多様体への調和はめ込みになる）。調和座標系 とは、多様体から同じ次元のユークリッド空間の開部分集合への調和微分同相写像のことである。